# Приложения искусственного интеллекта к правовой информатике
Искусственный интеллект и закон (ИИ и закон) — подобласть искусственного интеллекта (ИИ), в основном касающаяся приложений ИИ к проблемам правовой информатики и оригинальных исследований по этим проблемам. Другое направление — перенос инструментов и методов, разработанных в контексте решения правовых задач, на сферу искусственного интеллекта в целом. Например, теории правовых решений, особенно модели аргументации, способствовали развитию представления знаний и рассуждений; модели социальной организации на основе норм способствовали развитию многоагентных систем; рассуждения в рамках делопроизводства способствовали развитию доказательной базы; необходимость хранения и извлечения больших объёмов текстовых данных повлекла за собой существенный вклад в концептуальный информационный поиск и интеллектуальные базы данных.

## История
Хотя Лёвинджер, Аллен и Мэл предвосхитили ряд идей, которые станут важны для ИИ и науки о праве, первым серьёзным предложением о применение методов ИИ к праву считается, как правило, предложение Бьюкенена и Хедрика. Первые работы этого периода включают влиятельный проект TAXMAN Торна Маккарти в США и проект LEGOL Рональда Стампера в Великобритании. Первый касался моделирования большинства и меньшинства в деле о налоговом законодательстве США (Эйснер против Макомбера), в то время как последний пытался представить формальную модель правил и положений, которые регулируют организацию. Этапные исследования начала 1980-х годов включают работу Кэрол Хафнер, посвящённую концептуальному поиску, работу Энн Гарднер по контрактному праву, работы Риссланда в области юридических гипотез и работу Имперского колледжа Лондона по исполнению формализованных законодательных актов.
В числе первых встреч исследователей: однократная встреча в Суонси, серия конференций, организованных IDG во Флоренции, семинары, устроенные Чарльзом Уолтером в Хьюстонском университете в 1984 и 1985 годах. В 1987 году была учреждена Международная конференция по ИИ и праву (ICAIL), она проходит раз в два года. Эта конференция стала восприниматься как основная площадка для публикации и развития идей взаимодействия ИИ и права, что привело к созданию Международной ассоциации по искусственному интеллекту и праву (IAAIL), для организации и созыва последующих ICAIL. Это, в свою очередь, привело к основанию издания Artificial Intelligence and Law Journal, первый выпуск которого увидел свет в 1992 году. В Европе ежегодные конференции JURIX (организованные Jurix Foundation для Legal Knowledge Based Systems), проводятся с 1988 года. Изначально призванная объединить нидерландских (говорящих на голландском и фламандском языках) исследователей, JURIX быстро стала международной, прежде всего европейской, конференцией и с 2002 года регулярно проводится нидерландо-язычных стран. С 2007 года в Японии под эгидой японской Ассоциации по искусственному интеллекту проводятся семинары JURISIN.

## Темы
Сегодня направление «ИИ и право» охватывает широкий круг вопросов, в том числе:
- Формальные модели правовых рассуждений
- Вычислительные модели аргументации и принятия решений
- Вычислительные модели доказательных рассуждений
- Юридическое обоснование в многоагентных системах
- Исполняемые модели законодательства
- Автоматические классификация и обобщение правовых текстов
- Автоматизированное извлечение информации из правовых баз данных и текстов
- Машинное обучение и интеллектуальный анализ данных для электронного обнаружения и других правовых приложений
- Концептуальный или смоделированный правовой информационный поиск
- Юридические боты для автоматизации мелких и повторяющихся правовых задач[20]

### Формальные модели правовых рассуждений
Формальные модели правовых текстов и правовой аргументации были использованы в ИИ и праве для разъяснения трудностей, чтобы дать более чёткое представление и обеспечить основу для реализации. Использовались различные формализмы, в том числе пропозициональные и предикатные исчисления; деонтические, темпоральные (временные) и немонотонные логики; и диаграммы перехода состояний. Праккен и Сартор дают подробный и авторитетный обзор использования логики и аргументации в ИИ и праве и предоставляют отличный набор ссылок.
Важная роль формальных моделей заключается в устранении двусмысленностей. На самом деле законодательство изобилует двусмысленностями: поскольку оно написано на естественном языке, то нет скобок, и поэтому объём связей, таких как «и» и «или», может быть неясен (составители правовых документов не соблюдают математические соглашения в этом отношении). «Если» тоже может допускать несколько интерпретаций, а юрисконсульт никогда не пишет «если и только если», хотя часто под «если» предполагается именно это. Лэймен Аллен выступал за использование пропозициональной логики для разрешения таких синтаксических двусмысленностей в серии статей, возможно, первым предложив использование логики для моделирования законов в ИИ и праве.
В конце 1970-х и на протяжении 1980-х годов значительная часть в области ИИ и права заключалась в разработке исполняемых моделей законодательства. Идея, возникшая при работе над LEGOL Рональда Штампера, заключалась в том, чтобы представить законодательство, используя формальный язык и использовать эту формализацию (как правило, с каким-то пользовательским интерфейсом для сбора фактов по конкретному случаю) в качестве основы для экспертной системы. Это направление стало популярным, в основном с использованием подмножества Хорновских дизъюнктов в исчислении предикатов первого порядка. В частности, Сергот с соавторами представили в таком виде Британский закон о гражданстве 1981 года, что значительно способствовало популяризации подхода. Однако, как показали последующие исследования, этот закон был нетипично удобным для применения такого подхода: он был новым, и поэтому в него не вносились поправки, относительно простым, почти все понятия в нём были нетехническими. Попытки формализовать другие законодательные материалы, на пример «Дополнительные пособия», продемонстрировали, что более крупные и сложные (содержащие много перекрестных ссылок, исключений, контрафактов и правовых презумпций) документы, использующие узкоспециальные понятия (такие как условия вклада) и которые претерпели множество поправок, образуют гораздо менее удовлетворительные итоговые модели. Были предприняты некоторые шаги для улучшения результатов, в плане разработки программного обеспечения, в частности для решения таких проблем, как наличие перекрёстных ссылок, верификация и внесённые поправки. Для решения первой проблемы было предложено использование иерархических представлений, для двух последних — так называемое изоморфное представление. В 1990-е годы эта область исследований была постепенно поглощена разработкой формализаций доменных концептуализаций (так называемых онтологий), снискавших популярность в сфере ИИ после работы Тома Грубера. Среди первых примеров в ИИ и праве — функциональная онтология Валенте и фреймовые онтологии Виссера и Ван Кралингена. Юридические онтологии с тех пор стали предметом регулярных семинаров на конференциях по ИИ и праву, тому есть множество примеров, начиная от самого общего уровня и базовых онтологий до предельно специализированных моделей конкретных законодательных актов.
Поскольку право включает множество норм, неудивительно, что в качестве формальной основы для моделей законодательства рассматривалась деонтическая логика. Однако эти попытки не получили широкого распространения, возможно, потому, что экспертные системы должны обеспечивать соблюдение норм, тогда как деонтическая логика представляет реальный интерес, только когда возникает необходимость учитывать нарушения норм. В правовой практике прямые обязательства, согласно которым обязательство относится к другому названому лицу, представляют особый интерес, поскольку нарушения таких обязательств часто становятся причиной судопроизводства. Есть также некоторые интересные работы, сочетающие деонтическую логику и логику действий для изучения нормативных положений.
В контексте мультиагентных систем, нормы были смоделированы с использованием диаграмм перехода состояний. Часто, особенно в контексте электронных институтов, нормы, описанные выше, регламентируются (то есть не могут быть нарушены), но в других системах нарушения также обрабатываются, давая более точное отражение реальных норм. Хороший пример такого подхода см. «Modgil и соавторы».
Закон часто затрагивает аспект времени, как в отношении содержания, например, определённые периоды и сроки, так и в отношении себя самого, момента времени, когда закон вступает в силу. Были предприняты некоторые попытки смоделировать эти аспекты в рамках темпоральной логики, используя одновременно вычислительные формализмы, такие как логический язык Event Calculus, и темпоральные логики, такие как допустимая темпоральная логика.
При любом рассмотрении использования логики для моделирования закона необходимо учитывать, что закон по своей сути является немонотонным, о чём свидетельствует право на апелляцию, закреплённое во всех правовых системах, и ситуации, когда толкование закона меняется со временем. Более того, в формулировках законодательных исключений предостаточно, как и в применении закона, отвергнутых или утверждённых прецедентов. В логическом программировании для обработки немонотонности часто используется исключение ошибки, но также можно использовать специфичные немонотонные логики, такие как допустимая логика. С разработкой абстрактной аргументации, однако, эти проблемы были решены через теорию аргументации, а не с помощью немонотонных логик.